# Visayashamalijster
De visayashamalijster (Copsychus superciliaris synoniem: Kittacincla superciliaris) is een vogelsoort uit de familie van de muscicapidae (vliegenvangers). De soort komt alleen voor in de Filipijnen en werd vroeger beschouwd als ondersoort van de witbrauwshamalijster (C. luzoniensis).

## Kenmerken
De vogel is 17 tot 18 cm lang en lijkt sterk op de witbrauwshamalijster. Het mannetje is zwart van boven en heeft een duidelijke witte wenkbrauwstreep. De buik is wit en de staartpennen zijn donkerbruin tot zwart. De soort heeft geen rode stuit.

## Verspreiding
De soort komt voor op de eilanden Ticao, Masbate, Negros en Panay.